# Afrikansk musik

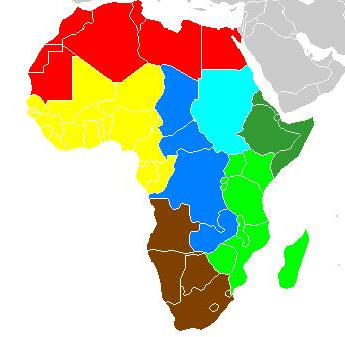
Geo-politisk karta över Afrika där kontinentens olika etno-musikaliska regioner visas. Efter Alan P. Merriam, 1959.

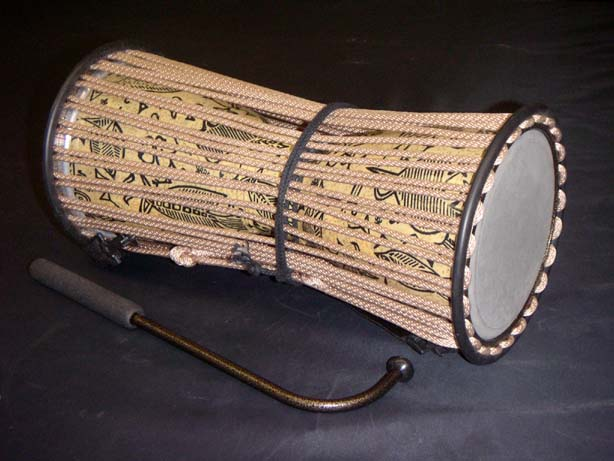
Tama (Talking drum)

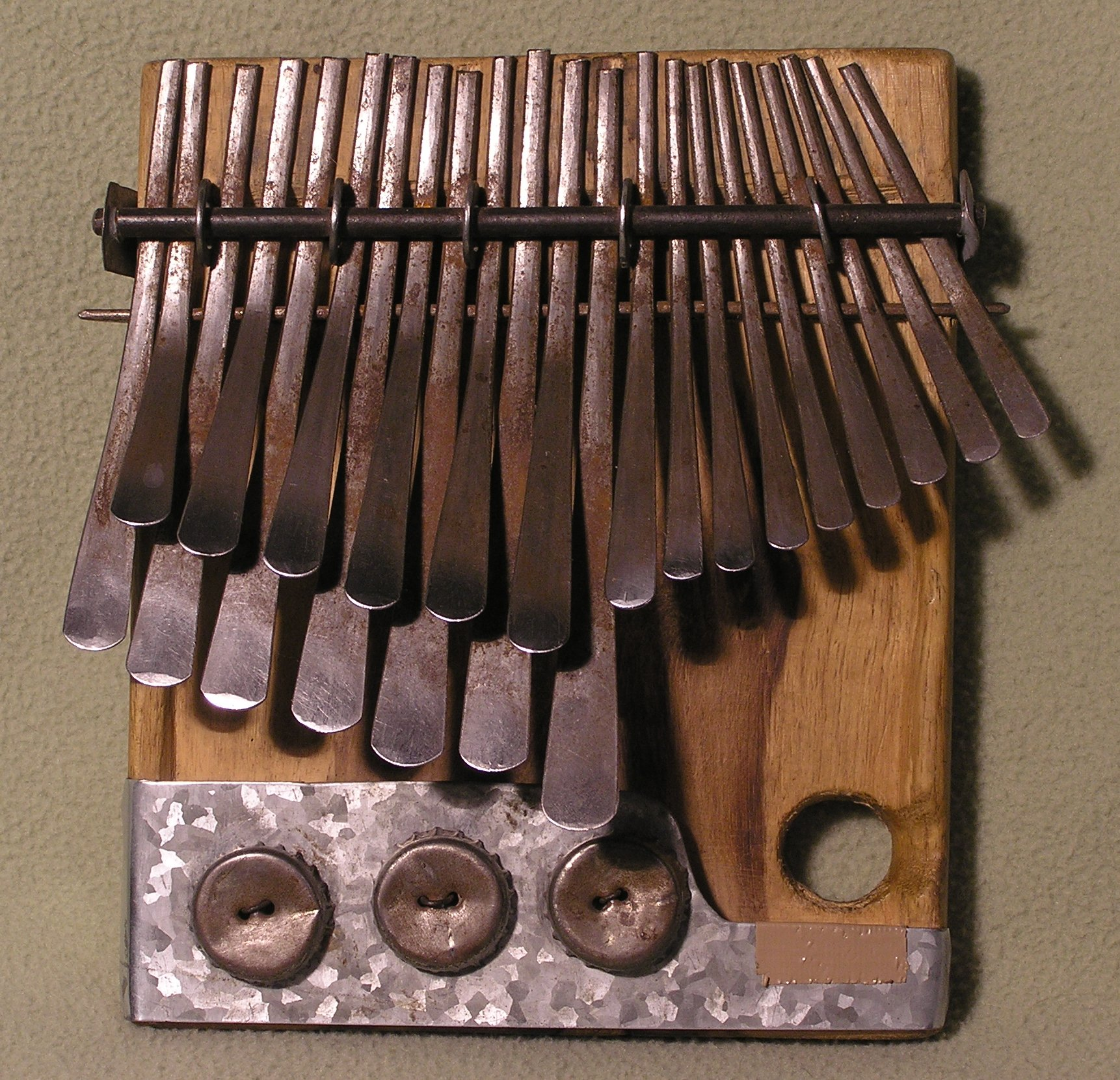
Mbira

Afrikansk musik beskriver ett omfattande spektrum av stilar över de olika regionerna samt mellan lingvistiska och etniska grupper. Det finns gemensamma former av musikaliskt uttryck, särskilt inom regionerna. Några musikaliska genrer från norra och nordöstra Afrika, och öarna utanför Östafrika, delar traditionellt afrikanska egenskaper med Mellanösterns stilar. Musik och dansformerna hos den afrikanska diasporan inkluderar många karibiska och latinamerikanska musikgenrer såsom rumba och salsa.

## Afrikansk musik och musik i USA (och övriga västvärlden)
Två musikgenrer i väst som kraftigt influerats av den afrikanska musiken är blues och jazz. 